# Estadio Olímpico Hermanos Ghersi Páez
El Estadio Olímpico Hermanos Ghersi Páez, más conocido como Hermanos Ghersi, es una infraestructura deportiva multiuso ubicada en Maracay, ciudad capital del estado Aragua, en la parte Centro Norte de Venezuela, este es usado habitualmente para partidos de fútbol, siendo la sede del equipo local Aragua Fútbol Club, posee una capacidad de aproximadamente 12 000 espectadores. Forma a su vez parte de los Monumentos del estado Aragua.
Inaugurado en 1969, fue en 1981 cuando la alcaldía del Municipio Girardot, mediante decreto al respecto, bautiza el estadio con el nombre «Hermanos Ghersi Páez» en honor del  quinteto de hermanos compuesto por Agustín, Diógenes, Félix, Antonio Andrés y José Ramón Ghersi Páez, quienes impulsaron la práctica del fútbol en el estado Aragua, siendo todos integrantes de la Selección de fútbol de Venezuela a mediados de los años 1960 y 1970.

## Características detalladas
- Palco de prensa y cabinas para transmisiones.
- 4 camerinos para jugadores.
- Palco vip, refacciones en la tribuna principal y popular.
- Cuarto de árbitros, sala de dopaje  y sala de fisioterapia.

## Partidos
En toda su historia solo ha albergado un partido de la selección de fútbol de Venezuela, en donde se rindió homenaje al mediocampista Juan Arango, que jugó en su ciudad natal y la despedida del fútbol del centrocampista del Aragua Fútbol Club, Edson Tortolero.
| 16 de agosto de 2006 Amistoso | Venezuela | 0–0 | Honduras | Maracay, Venezuela                                      |
|                               |           |     |          | Estadio: Olímpico Hermanos Ghersi Páez Asistencia: 9000 |

## Conciertos
Conciertos realizados:
| Fecha                   | Grupo/Artista         | Tour/Evento          |
| ----------------------- | --------------------- | -------------------- |
| 2 de agosto de 1986     | Gillman               | —                    |
| 2 de agosto de 1986     | Arkangel              | —                    |
| 24 de noviembre de 1995 | Luis Miguel           | El concierto Tour    |
| 4 de julio de 2006      | Reik                  | Reik En Concierto    |
| 4 de julio de 2006      | Sin Bandera           | Tour Mañana          |
| 1 de diciembre de 2011  | Reik                  | Festival Aragua 2011 |
| 1 de diciembre de 2011  | Los Amigos Invisibles | Festival Aragua 2011 |
| 1 de diciembre de 2011  | Caramelos de Cianuro  | Festival Aragua 2011 |
| 1 de diciembre de 2011  | Wisin & Yandel        | Festival Aragua 2011 |
| 2 de diciembre de 2011  | Guaco                 | Festival Aragua 2011 |
| 2 de diciembre de 2011  | Jerry Rivera          | Festival Aragua 2011 |
| 2 de diciembre de 2011  | Gilberto Santa Rosa   | Festival Aragua 2011 |
| 2 de diciembre de 2011  | Rubén Blades          | Festival Aragua 2011 |
| 3 de diciembre de 2011  | Daddy Yankee          | Festival Aragua 2011 |
| 3 de diciembre de 2011  | Don Omar              | Festival Aragua 2011 |
| 4 de diciembre de 2011  | Enrique Iglesias      | Festival Aragua 2011 |
| 4 de diciembre de 2011  | Buena Fe              | Festival Aragua 2011 |
| 4 de diciembre de 2011  | Estopa                | Festival Aragua 2011 |
| 19 de agosto de 2012    | Desorden Público      | —                    |